# Tagaytay
Tagaytay é um cidade de  segunda classe de renda da cidade (d) na província Cavite, nas Filipinas. De acordo com o censo de 1 de maio  de  2020 possui uma população de 85 330 pessoas e 22 399 domicílios.